# هجوم

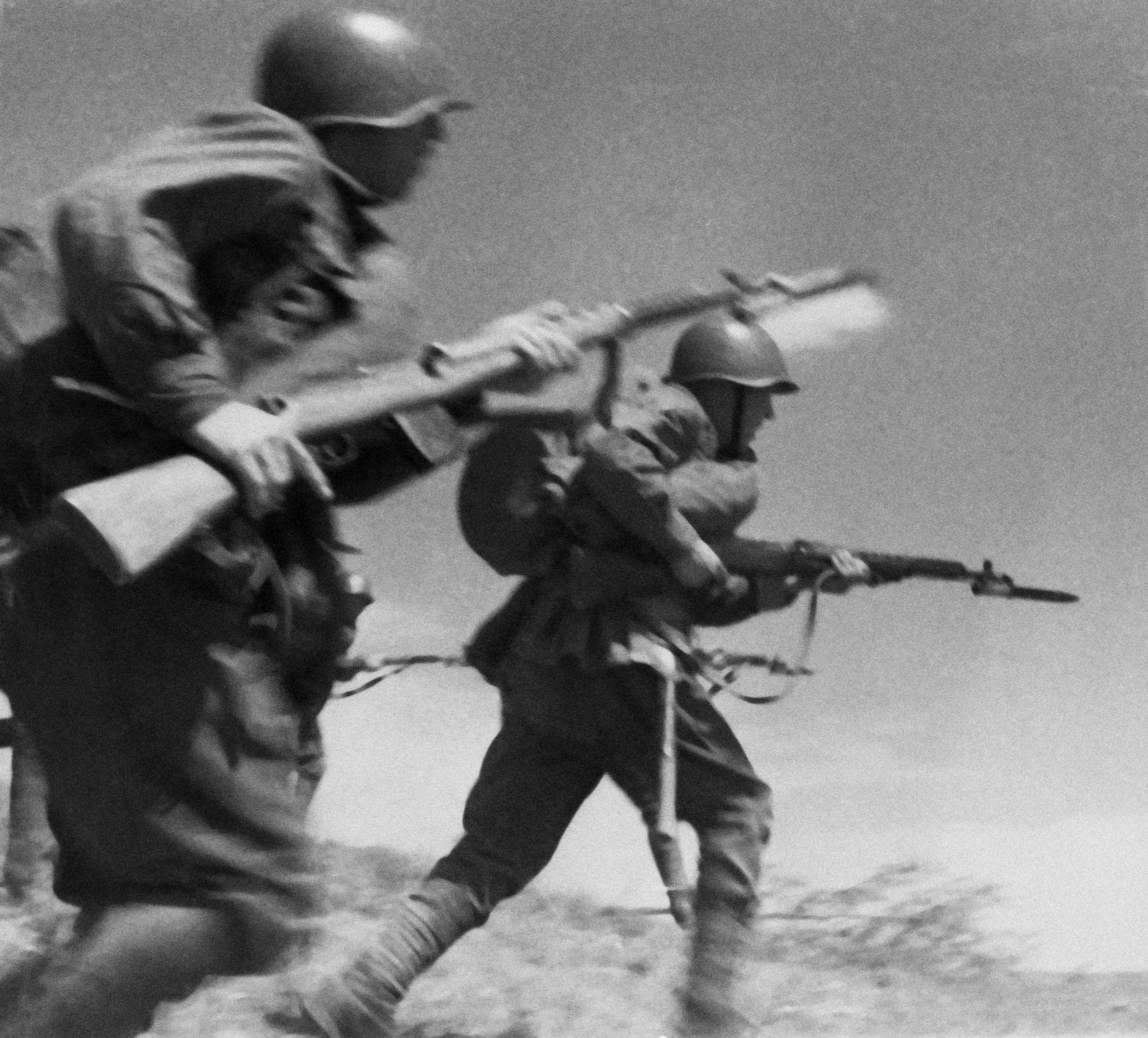

الهجوم هو عملية عسكرية تهدف إلى احتلال منطقة، أو تحقيق غرض، أو تحقيق هدف أكبر سواء كان استراتيجيًا، أو عملياتيًا، أو تكتيكيًا من خلال إسقاط عدواني. تستخدم وسائل الإعلام أيضًا مصطلحًا آخرًا للهجوم وهو «الغزو». اعتُبر الهجوم وسيلة بارزة لتحقيق النصر، رغم اشتماله على شق دفاعي في مرحلة ما من التنفيذ. الدليل السريع لحجم الهجوم أو مداه هو الأخذ بعين الاعتبار عدد القوات المشاركة من الجانب المبادر بالهجوم. يُنفَّذ الهجوم بشكل أساسي كوسيلة لتأمين التحرك في المواجهات بين المتنازعين. يمكن شن الهجمات في البر أو البحر أو الجو.
يمكن للهجمات البحرية، مثل الهجوم الياباني على بيرل هاربور، أن تؤدي إلى نتائج واسعة المدى على الاستراتيجيات القومية وأن تتطلب التزامات لوجستية كبيرة لتدمير القدرات البحرية للعدو. يمكن أيضًا استخدامها لشل قدرات العدو على الشحن، مثل معركة الأطلسي خلال الحرب العالمية الثانية. يمكن للهجمات البحرية أيضًا أن تكون تكتيكية، مثل عملية كورونادو التاسعة التي نفذتها القوة البحرية المتنقلة النهرية للولايات المتحدة خلال حرب فيتنام.
الهجوم الجوي هو عملية قد تصف عددًا من الأشكال المختلفة للعمليات، وتقتصر عادة على أنواع محددة من الطائرات. يُنفذ الهجوم باستخدام الطائرات المقاتلة بغرض فرض السيادة الجوية في المقام الأول على مساحة معينة من المجال الجوي أو خلال منطقة معينة. يُعرف الهجوم بالقاذفات أحيانًا بهجوم القصف الاستراتيجي، وقد اعتمد عليه الحلفاء بوضوح وعلى نطاق واسع خلال الحرب العالمية الثانية. يمكن اعتبار استخدام طائرات الهجوم الأرضي بغرض دعم الهجمات البرية هجومًا جويًا، مثل ذلك الذي نُفذ في المرحلة الافتتاحية لعملية كوتوزوف وعملية بيلغورود خاركوف الهجومية الاستراتيجية اللتين نفذهما الجيش الأحمر، إذ استُخدمت المئات من طائرات إليوشن إل-2 في آن واحد لإبادة قوات فيرماخت البرية.

## مسرح الهجوم
يمكن أن يكون مسرح الهجوم حربًا وصفةً سائدةً لسياسة الأمن القومي، أو واحدًا من العديد من مكونات الحرب إذا كانت الدولة مشتركة في العديد من المسارح مثل المملكة المتحدة في عام 1941. في المسرح العام، تتطلب الهجمات قوات يتخطى عددها 250,000 لتنفيذ العمليات القتالية، بما يشمل التخطيط المشترك للجيوش المختلفة وخدمات القوات المسلحة، مثل قوات الدفاع الجوي المُدمجة في الخطة الإجمالية للعمليات البرية.

## انظر كذلك
- سحر ظاهري
- عملية عسكرية
- جهاد